# Sociedad Deportiva Ugeraga
La Sociedad Deportiva Ugeraga es un club polideportivo de Sopelana (Vizcaya) España. Fundado el 11 de julio de 1980, tiene equipos de fútbol, baloncesto, ciclismo y fútbol sala.

## Fútbol
El club cuenta con un primer equipo que disputa la División de Honor Regional, mientras que el filial milita en Primera Regional. El equipo femenino, por su parte, se encuentra en Regional Femenino.
El club, con un total de 200 chavales federados, tiene equipos en todas las categorías del fútbol base. De menor a mayor edad, son los siguientes: benjamín, alevines (A y B), infantiles (Primera, Segunda y Escolar), cadetes (División de Honor y Segunda) y juveniles (División de Honor y Segunda).
El portero profesional Armando Riveiro, actualmente en el Athletic Club, jugó en el equipo durante su infancia.

## Ciclismo
La sección de ciclismo cubre todas las categorías del ciclismo previas al campo profesional: Escuela (donde se integran alevines e infantiles), cadetes, juveniles y aficionados. Los nombres de los distintos equipos cambian en función de los patrocinadores.
Entre los ciclistas que tras formarse en el Ugeraga se convirtieron en profesionales Joane Somarriba (tricampeona del Tour de Francia, bicampeona del Giro de Italia) y campeona del mundo contrarreloj) y Miguel Mínguez.
El equipo aficionado masculino, el Koplad Uni2 (antes Suminan) fue uno de los cuatro equipos amateur sub-23 convenidos con la Fundación Euskadi (encargada del equipo profesional Euskaltel-Euskadi, de categoría UCI ProTeam), por lo que sus ciclistas recibían un seguimiento especial de los técnicos de la Fundación (aunque el equipo es independiente en su funcionamiento) y tenían prioridad sobre los de equipos no convenidos a la hora de dar el salto al campo profesional con la Fundación.
En el caso del ciclismo femenino, además de las categorías inferiores, existe desde 2009 el equipo profesional Lointek, de categoría UCI (máxima división del ciclismo femenino) y que ese mismo año debutó en la Grande Boucle. En 2014 se creó su filial, denominado Sopela.